# Централно статистическо бюро (Израел)
Централното статистическо бюро (на иврит: הלשכה המרכזית לסטטיסטיקה) е държавна статистическа организация, подчинена на правителството в Израел.
Тя е създадена през 1949 година. Седалището ѝ се намира в град Йерусалим.